# Râul Hudson
Râul Hudson (în engleză Hudson River) este un râu cu lungimea de 493 km, situat în partea de est a SUA.

## Afluenți
- Mohawk River,
- Rondout Creek
- Wallkill River,
- Hoosic River

## Localități traversate
- Yonkers,
- Jersey City,
- New York City
- Troy,
- Albany
- Glens Falls,
- Peekskill

## Curs
Râul izvorăște pe teritoriul statului federal New York, în munții Adirondack, de unde are direcția generală a cursului spre sud, la localitatea Albany, New York primește apele afluentului Mohawk River. În continuare cursul său face graniță naturală între statele New Jersey și New York ajungând la orașul New York, unde se varsă între insulele  Manhattan și New Jersey printr-un estuar în Oceanul Atlantic. Influența mareelor se pot observa pe râul Hudson până lângă Troy la o distanță de 220 km de gura de vărsare. Râul este navigabil de la Albany în jos spre vărsare. Canalul construit în secolul XIX leagă râul cu sistemul de canale ale lacului Erie din regiunea Marilor Lacuri, din care cauză râul este denumit Rinul american.